# Botswana Defence Force XI
Botswana Defence Force XI is een Botswaanse voetbalclub uit de hoofdstad Gaborone. De club werd in 1978 opgericht en het is de ploeg van de Botswana Defence Force, het Botswaanse leger.

## Erelijst
Landskampioen
1981, 1988, 1989, 1991, 1997, 2002, 2004
Beker van Botswana
Winnaar: 1989, 1998, 2004
Finalist: 1991, 2005, 2009
Botswana Defence Force XI · 
Botswana Meat Commission · 
ECCO City Greens · 
Extension Gunners · 
FC Satmos · 
Gaborone United · 
Miscellaneous · 
Mochudi Centre Chiefs · 
Mogoditshane Fighters · 
Motlakase Power Dynamos · 
Nico United · 
Notwane FC · 
Police XI · 
TAFIC · 
Township Rollers · 
Uniao Flamengo Santos